# Juan José Esparragoza Moreno

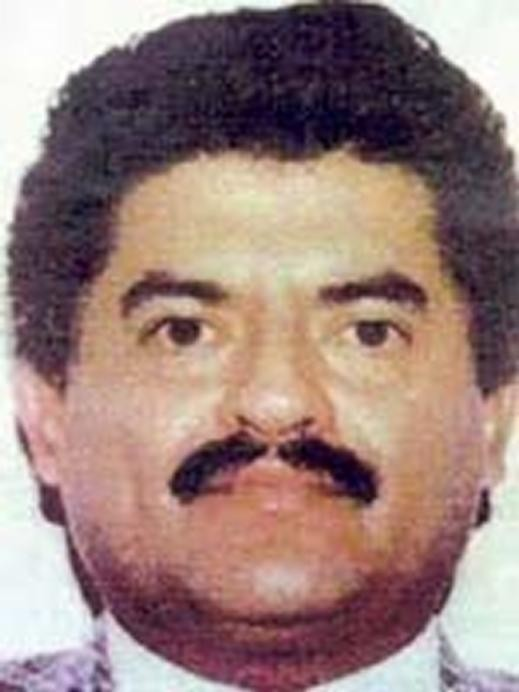
FBI-Fahndungsfoto von Esparragoza Moreno

Juan José Esparragoza Moreno (* 3. Februar 1949 in Badiraguato, Sinaloa; † 7. Juni 2014), bekannt unter seinem Spitznamen El Azul („Der Blaue“), war ein mexikanischer Drogenhändler und Polizist. Er gehörte zu den Gründern des Guadalajara-Kartells und arbeitete später für das Juárez-Kartell und das Sinaloa-Kartell, wo er Führungspositionen einnahm. 2014 wurde sein Tod gemeldet.

## Biografie
Moreno wurde entweder am 3. Februar oder am 2. März 1949 in Sinaloa an der Westküste von Mexiko geboren. Esparragoza Morenos Spitzname El Azul („Der Blaue“) leitete sich von seiner Hautfarbe ab. Man sagte nämlich über ihn, er sei „so dunkel, dass seine Haut blau zu sein schien“. In den 1970er Jahren begann er für die Dirección Federal de Seguridad (DFS) zu arbeiten, eine nachrichtendienstliche Geheimpolizei, welche dem Secretaría de Gobernación unterstand und deren Führungsebene korrupt war. Moreno baute hier Kontakte zur organisierten Kriminalität auf. Ende der 1970er Jahre gründete er gemeinsam mit Miguel Ángel Félix Gallardo (alias „El Padrino“), Ernesto Fonseca Carrillo (alias „Don Neto“), Rafael Caro Quintero (alias „Rafa“) und weiteren Drogenhändlern das Guadalajara-Kartell. Unter ihrer Führung überwachte das Guadalajara-Kartell zunächst die Produktion und den Vertrieb von Marihuana und Schlafmohn in den Vereinigten Staaten; in den 1980er Jahren begann das Kartell, seine Aktivitäten auszuweiten und Kokain in sein Repertoire aufzunehmen, wobei sie mit Kartellen aus Kolumbien zusammenarbeiteten und mit der Zeit immer mehr die Führungsrolle im Drogenschmuggel in die USA übernahmen.
Mit dem wachsenden Einfluss des Guadalajara-Kartells begann die US-amerikanische Drug Enforcement Administration (DEA), verdeckte Operationen in Mexiko durchzuführen. Einer ihrer Spezialagenten, Enrique Camarena, wurde in die DEA-Abteilung in Guadalajara geschickt und begann als verdeckter Ermittler das Guadalajara-Kartell zu infiltrieren. Durch Camarenas Ermittlungen entstand dem Guadelajara-Kartell ein wirtschaftlicher Verlust von 8 Milliarden US-Dollar, als die mexikanischen Behörden ihre Marihuanaplantagen in Chihuahua zerstörte. Am helllichten Tag, am 7. Februar 1985, entführten mehrere DFS-Polizisten Camarena, als er das US-Konsulat in Guadalajara verließ. Er wurde gefoltert und später tot aufgefunden. Die Ermordung Camarenas empörte die US-Regierung und setzte Mexiko unter Druck, alle Hauptbeteiligten an dem Vorfall zu verhaften, was zu einer mehrjährigen Fahndung führte, die mehrere Anführer des Guadalajara-Kartells zur Strecke brachte. Im März 1986 verhafteten die Behörden schließlich Esparragoza Moreno in Mexiko-Stadt.
Wegen seiner Beteiligung am Drogenhandel und der Ermordung von Camarena wurde Esparragoza Moreno zu einer Haftstrafe von sieben Jahren und zwei Monaten verurteilt. Während er im Gefängnis saß, wurde Félix Gallardo im April 1989 in seinem Haus in Guadalajara verhaftet. Um den Drogenhandel in Mexiko am Laufen zu halten, während er hinter Gittern saß, rief Félix Gallardo zu einem Gipfeltreffen des organisierten Verbrechens in Acapulco auf. Bei diesem Treffen kamen die Teilnehmer überein, das Guadalajara-Kartell aufzulösen und seine Gebiete unter sich aufzuteilen, woraus u. a. das Juárez-Kartell und das Sinaloa-Kartell entstand. Nach seiner Haftentlassung schloss sich Esparragoza Moreno 1993 dem Juárez-Kartell an und arbeitete für dessen Anführer Amado Carrillo Fuentes (alias „El Señor de los Cielos“), wobei er zur Nummer zwei der Organisation aufstieg. Esparragoza Morenos Rolle im Juárez-Kartell war die eines Unterhändlers, der Allianzen mit peruanischen und kolumbianischen Drogenlieferanten schmiedete, er war auch ein Streitschlichter innerhalb des Kartells und wurde für die Organisation eines Friedensabkommens mit dem Golfkartell in Nordmexiko verantwortlich gemacht.
Um sein Äußeres zu verändern und einer Entdeckung durch die mexikanischen und US-amerikanischen Strafverfolgungsbehörden zu entgehen, beschloss Carrillo Fuentes 1997, sich einer plastischen Operation zu unterziehen und Mexiko zu verlassen. Bei der Operation kam Carrillo Fuentes jedoch ums Leben, wobei sich danach hartnäckige Gerüchte hielten, Carrillo Fuentes sei untergetaucht und noch am Leben. Sein Bruder Vicente Carrillo Fuentes übernahm die Kontrolle über das Kartell, was allerdings zu einem Konflikt mit Esparragoza Moreno führte. Dieser schloss sich in der Folgezeit dem Sinaloa-Kartell an und arbeitete für dessen Boss Joaquin Guzman Loera („El Chapo“). Esparragoza Moreno soll in den Frühen 2000er Jahren in Verbindung mit der Führung der „Föderation“, einer Allianz der Kartelle von Sinaloa, Juárez und Sonora gestanden haben. Er war einer der Führungspersönlichkeiten im Kartell und heiratete El Chapos Schwägerin. Das Finanzministerium der Vereinigten Staaten verhängte am 24. Juni 2012 Wirtschaftssanktionen gegen neun Einrichtungen und zehn Personen, die mit Esparragoza Moreno in Verbindung standen, darunter zwei seiner Frauen und vier seiner Kinder. 2008 hatte das Ministerium ihn selbst auf die Sanktionsliste genommen.
Esparragoza Moreno soll am 7. Juni 2014 an einem Herzinfarkt gestorben sein, als er sich von den Verletzungen erholte, die er bei einem Autounfall erlitten hatte. Der Ort seines Todes blieb unbestätigt, wobei er entweder in Guadelajara oder in Mexiko-Stadt gestorben sein soll. Berichten zufolge wurden die sterblichen Überreste von Esparragoza Moreno eingeäschert und von seinen Familienmitgliedern und Freunden nach Culiacán überführt. Im August 2014 wurde José Juan Esparragoza Jiménez, ein Sohn von Esparragoza Moreno, unter dem Vorwurf festgenommen, mit Methamphetamin, Kokain und Marihuana gehandelt zu haben. Bei seiner polizeilichen Vernehmung gab er an, sein Vater sei verstorben.

## Mediale Darstellung
In Narcos: Mexico wurde El Azul von Fermín Martínez dargestellt. In der Serie wird seine Biografie verfälscht wiedergegeben, da er hier in den 1990er Jahren vom Tijuana-Kartell getötet wird. In Wirklichkeit starb er wahrscheinlich 2014, obwohl dies nicht offiziell bestätigt wurde.